# 新新街道
新新街道，是中华人民共和国浙江省衢州市柯城区所辖的一个街道。

## 下辖行政区
下辖：
金桂社区、彩虹社区、三衢社区、扬浦社区、童村碓村、戴家村、后贻村、上妙村、白沙村、建新村、十五田铺村、小南门村、杨家田铺村、东埂村和官庄村。